# Пецький округ
Пецький округ (серб. Пећки округ) — округ на півдні Сербії, в автономному краї Косово і Метохії (фактично контролюється владою частково визнаної Республіки Косово). Центр округу — місто Печ.

## Общини
Пецький округ включає 5 громад, які об'єднують 317 населених пункти.
| № | Община    | Площа, км² | Число населених пунктів |
| - | --------- | ---------- | ----------------------- |
| 1 | Дечані    | 402        | 40                      |
| 2 | Джяковіца | 587        | 83                      |
| 3 | Істок     | 464        | 50                      |
| 4 | Кліна     | 403        | 64                      |
| 5 | Печ       | 603        | 80                      |
|   | ВСЬОГО    | 2460       | 317                     |

## Населення
На території округу проживає 414,2 тис. осіб